# Барвінський Григорій Григорович
Григо́рій Григо́рович Барві́нський (26 серпня 1802, с. Ярчівці,  Тернопільського району, Тернопільська область — 13 січня 1880, с. Шляхтинці, Тернопільський район) — український священник (УГКЦ), культурно-громадський діяч, етнограф.

## Життєпис
Син священника Григорія Барвінського і його дружини Пелагеї (до шлюбу Розумовська).
Навчався у Золочеві (2 роки) і Львові у нормальній школі. Закінчив у Львові гімназію (1824) та духовну семінарію (1829).
17 грудня 1830 — висвячений і призначений парохом с. Баворів (нині Тернопільського району), де служив до 1831 року. Згодом — парох у селі Шляхтинці; виконував священничі обов'язки також у сусідніх Курниках і Лозовій (всі села — нині Тернопільського району).
У 1843 році почав добровільно навчати у школі дітей релігії, за що окружний уряд висловив письмову похвалу.
Залишив записи народних пісень (зберігаються у Львівській НБ).
Похований у селі Шляхтинці біля церкви.

### Сім'я
У 1830 році одружився з Домінікою — дочкою священника Д. Білинського із с. Козівка Тернопільського повіту. Діти:
- Володимир,
- Іван,
- Іполит,
- Олександр,
- Осип.
- Дочка Анна(1841-1861),що була дружиною о. Ієроніма Левицького(1829-1880)